# Worki policzkowe

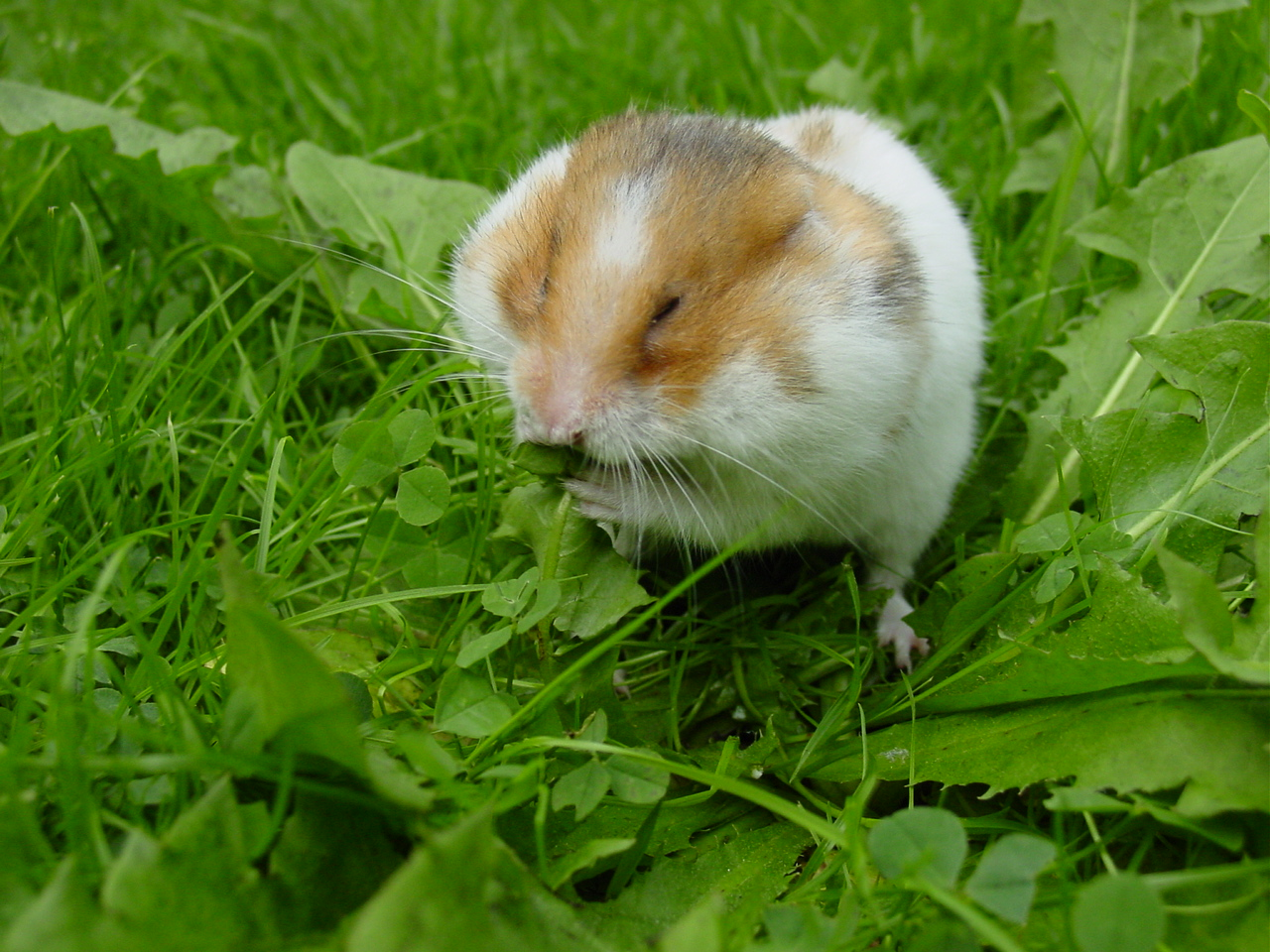
Chomiczek syryjski z wypełnionymi workami policzkowymi

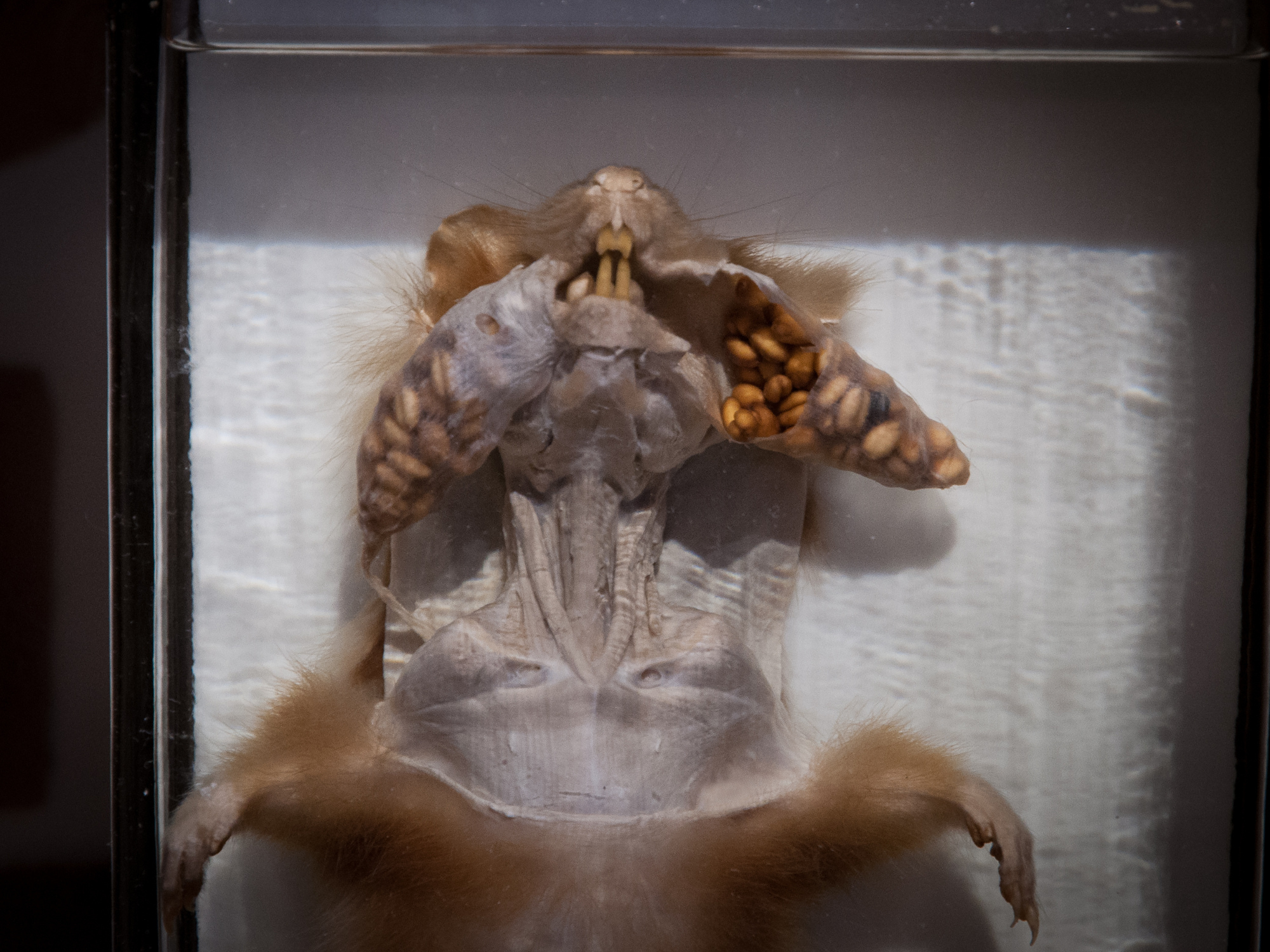
Torby policzkowe chomika europejskiego – eksponat Senckenberg Naturmuseum

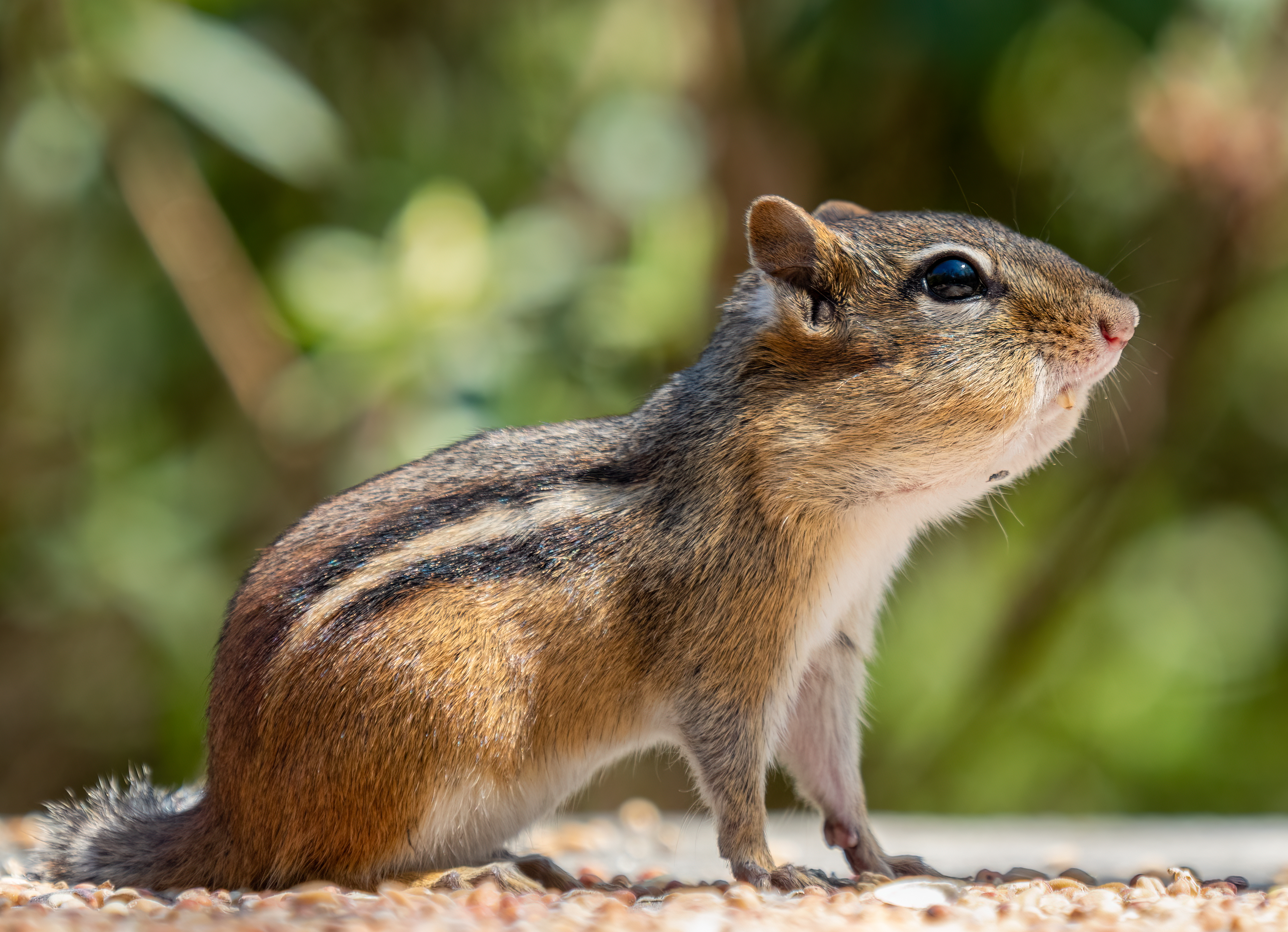
Tamias z wypełnionymi workami policzkowymi

Worki policzkowe, także torby policzkowe – przerośnięte, nieunerwione fałdy błony śluzowej w jamie gębowej niektórych grup ssaków, wykazujące zdolność do znacznego rozciągania i służące zwierzętom do przenoszenia pokarmu, lub chowania w obawie przed odebraniem go przez silniejszego osobnika. Mogą być także używane do przenoszenia młodych, a także – po nadęciu ich powietrzem i stworzenia wrażenia większych gabarytów zwierzęcia – do odstraszania przeciwnika. Worki policzkowe występują u dziobaków, niektórych gryzoni (głównie chomiki) i małp (np. podrodzina koczkodanów z rodziny koczkodanowatych), a także u niektórych nietoperzy.
U większości posiadających je ssaków (np. chomikowate), wejście do worków policzkowych znajduje się wewnątrz jamy ustnej, zaś w jej tylnej części oddzielone są cienką, elastyczną błoną. Wyjątkiem jest zlokalizowanie toreb policzkowych na zewnątrz mięśnia policzkowego (np. u gofferowatych (Geomyidae)). W takiej sytuacji są one od wewnątrz owłosione.